# Дирингер, Давид
Давид Дирингер, Дэвид Диринджер (нем. David Diringer; 16 июня 1900, Тлумач, Австро-Венгрия (ныне Украина) — 13 февраля 1975, Кембридж) — британский лингвист и писатель.

## Жизнь
Родился в еврейской семье в Галиции. Учился во Флорентийском университете в Италии, затем в Вене. Участвовал в I Мировой войне. После войны исследовал историю семитического письма, в 1934—1938 гг. был профессором Флорентийского университета. Эмигрировал в Великобританию, и преподавал в Кембриджском университете. Специалист по древним письменностям, автор фундаментальных трудов по истории алфавитов. В конце жизни возглавлял созданный им Музей алфавита (Тель-Авив).

## Цитаты
Алфавитное письмо — последняя, наиболее развитая, наиболее удобная и самая простая в адаптации система письма — Д. Дирингер "Допечатная Книга" 